# Liorac-sur-Louyre
Liorac-sur-Louyre is een gemeente in het Franse departement Dordogne (regio Nouvelle-Aquitaine) en telt 247 inwoners (1999). De plaats maakt deel uit van het arrondissement Bergerac.

## Geografie
De oppervlakte van Liorac-sur-Louyre bedraagt 20,8 km², de bevolkingsdichtheid is 11,9 inwoners per km².
De onderstaande kaart toont de ligging van Liorac-sur-Louyre met de belangrijkste infrastructuur en aangrenzende gemeenten.

## Demografie
Onderstaande figuur toont het verloop van het inwonertal (bron: INSEE-tellingen).

1. ↑  Populations de référence 2022.